# Пекаторос, Ариадна Георгиевна
Ариа́дна Гео́гиевна Пекато́рос (26 февраля 1903, Одесса, Российская империя ― 20 июня 1967, Свердловск, РСФСР, СССР) ― советская актриса театра и театральный режиссёр. Актриса Одесского драматического театра (1923―1937), актриса русской труппы Марийского государственного театра (1937―1941), главный режиссёр Республиканского театра кукол (Йошкар-Ола) (1948―1958). Заслуженный деятель искусств Марийской АССР (1956). Член Всероссийского театрального общества с 1949 года.

## Биография
Родилась 26 февраля 1903 года в Одессе в театральной семье одесских греков.
В 1923 году начала работать актрисой в Одесском драматическом театре.
В 1937 году в результате репрессий выслана с семьёй в г. Йошкар-Олу Марийской АССР, здесь ― артистка русской труппы Марийского государственного театра.
В 1941―1945 годах ― артистка и режиссёр Козьмодемьянского колхозного театра Марийской АССР. 
В 1948―1958 годах ― главный режиссёр Республиканского театра кукол (Йошкар-Ола). 
До середины 1960-х годов преподавала сценическую речь в народном Театре юного зрителя, занималась техникой речи с дикторами Марийского телевидения. 
Замужем, супруг ― актёр Виталий Кронович, сын Игорь. 
В середине 1960-х годов переехала в г. Свердловск в семью сына, где и скончалась 20 июня 1967 года. Похоронена на Сибирском кладбище Екатеринбурга.

## Театральная деятельность
Ещё в юности, будучи актрисой Одесского театра драмы, принимала участие в съёмках фильма С. Эйзенштейна «Броненосец Потёмкин» (сцена расстрела на Потёмкинской лестнице). 
Во время работы режиссёром в Марийском театре кукол впервые ввела тростевую систему кукол, трёхплановую ширму, сама разрабатывала мобильные декорации. При ней в 1951 году театру выделили помещение в только что построенном Доме культуры г. Йошкар-Олы, но помещения не были приспособлены для работы, и коллектив продолжал базироваться в здании Маргостеатра, играя спектакли на выездах. Поставила в кукольном театре более 60 спектаклей как классического репертуара для детей, так и спектакли для подростков и взрослых зрителей. При ней театр впервые обратился к пьесе местного автора, поставив в 1948 году сказку «Песня жизни» Арсия Волкова.

Из воспоминаний диктора Марийского ТВ Л. Матвеевой:
«Она… ходила с палочкой, да и то с трудом, но от этого не казалась ниже ростом. Была худенькой, носила длинное чёрное платье. На бледном лице выделялись огромные серые глаза, совершенно чёрные, разделённые на прямой пробор волосы, срази были собраны в пучок. Ариадна Георгиевна была женщиной очень эрудированной и образованной».
Несмотря на плохое здоровье, актриса продолжала приходить в театр кукол на премьеры, давала полезные советы. 
В 1949 году вступила во Всероссийское театральное общество.
В 1956 году ей присвоено почётное звание «Заслуженный деятель искусств Марийской АССР». Награждена медалями.

## Основные постановки
Далее представлен список основных постановок А. Г. Пекаторос: 
- «Песня жизни» А. Волков (1948)
- «Аленький цветочек» И. Карнаухова, Л. Браусевич (1949)
- «Кащей Бессмертный» М. Валентинов (1949)
- «Большая награда» С. Силаев (1949)
- «Волшебная лампа Аладдина» Н. Гернет (1950)
- «Иржик-молодец» Л. Веприцкая (1950, 1956)
- «Туфелька Дин» С. Зельцер, С. Димант (1951)
- «Зайка-зазнайка» С. Михалков (1951)
- «Р.В.С.» А. Гайдар (1951)
- «Город мастеров» («Сказка о двух горбунах») Т. Габбе (1953)
- «Горький и его время» (1953)
- «Буратино» А. Толстой (1955)
- «Конёк-горбунок» П. Ершов (1956)
- «Чудесная парча» М. Толчинский (1957)
- «Мишутка» М. Борский
- «Сказка о храбром солдате Иване» С. Преображенский
- «Голубой ястреб» В. Швембергер

## Признание
- Заслуженная артистка Марийской АССР (1956)[1][6]
- Медаль «За доблестный труд в Великой Отечественной войне 1941—1945 гг.» (1946)[6]